# Rhamphomyia leucophenga
Rhamphomyia leucophenga är en tvåvingeart som beskrevs av Mario Bezzi 1905. Rhamphomyia leucophenga ingår i släktet Rhamphomyia och familjen dansflugor. Inga underarter finns listade i Catalogue of Life.